# Rosemary A. Bailey
Rosemary A. Bailey (née en 1947) est une statisticienne britannique qui travaille dans la conception d'expériences et l'analyse de la variance et dans les domaines connexes de la conception combinatoire, en particulier dans les schémas d'association. Elle a écrit des livres sur la conception d'expériences, sur les schémas d'association et sur les modèles linéaires en statistique.

## Formation et carrière
Elle obtient un doctorat en mathématiques à l'Université d'Oxford en 1974 pour une thèse sur les groupes de permutation, Finite Permutation Groups, sous la direction de Graham Higman. La carrière de Bailey n'a pas été en mathématiques pures mais en statistiques où elle s'est spécialisée dans les problèmes algébriques associés à la conception d'expériences.
Bailey travaille à l'Université d'Édimbourg avec David Finney et à l'Open University. Elle est de 1981 à 1991 au département des statistiques de la station expérimentale de Rothamsted. En 1991, Bailey devient professeure de sciences mathématiques au Goldsmiths College de l'Université de Londres, puis professeure de statistique à Queen Mary, Université de Londres où elle est professeure émérite de statistique. Elle est actuellement professeure de mathématiques et de statistique à l'École de mathématiques et de statistique de l'Université de St Andrews, en Écosse.
Bailey est membre de l'Institut de statistique mathématique et en 2015 est élue membre de la Royal Society of Edinburgh.

## Publications
- R. A. Bailey, Normal linear models., London, External Advisory Service, University of London, 1994 (ISBN 0-7187-1176-9)
- R. A. Bailey, Association Schemes: Designed Experiments, Algebra and Combinatorics, Cambridge, Cambridge University Press, 2004 (ISBN 978-0-521-82446-0)[2]
- R. A. Bailey, Design of Comparative Experiments, Cambridge, Cambridge University Press, 2008 (ISBN 978-0-521-68357-9)
- Speed et Bailey, « Factorial Dispersion Models », International Statistical Review / Revue Internationale de Statistique, International Statistical Institute (ISI), vol. 55, no 3,‎ 1987, p. 261–277 (DOI 10.2307/1403405, JSTOR 1403405)